# Гусятин (село)
Гуся́тин (укр. Гусятин) — село в Каменец-Подольском районе Хмельницкой области Украины.

## История
В районе Гусятина обнаружены поселения позднего палеолита и трипольской культуры, 2 раннеславянские поселения черняховской культуры. Кроме того, вблизи Гусятина найдены два каменных славянских идола. Один из них — уникальная скульптура бога Святовита.
В исторических документах упоминание о Гусятине относится к первой половине XVI века.
В Гусятине родился руководитель крестьянско-казацкого восстания 1594—1596 гг. Северин Наливайко (? — п. 1597).
Во время крестьянско-казацкого восстания 1594—1596 гг. восставшие разгромили замок магнатов Калиновских и выгнали шляхетский гарнизон. Жители Гусятина участвовали в восстаниях подольских крестьян, которые происходили в период освободительной войны украинского народа 1648—1654 гг. За активную помощь крестьянско-казацким отрядам польско-шляхетские войска в 1649 году совершили расправу над местным населением.
В 19-м веке — пограничное местечко у границы с Австро-Венгрией. По другую сторону границы находился город Гусятин.
26 октября 1921 г. во время Ноябрьского рейда в Гусятине останавливалась на отдых Подольская группа (командующий Михаил Палий-Сидорянский) Армии Украинской Народной Республики. Сюда к командующему прибыли представители разведывательной роты Павла Сумарокова и подарили ему 3-х лошадей и оружие из захваченных в Голенищеве.
Местная артель была участником довоенных Всесоюзных сельскохозяйственных выставок. Указом Президиума Верховного Совета СССР от 20 февраля 1940 г. артель награждена орденом Ленина.
В 1971 году население села составляло 1655 человек. В Гусятине находилась центральная усадьба колхоза им. Свердлова, который обрабатывал 2,1 тыс. гектаров пахотной земли, выращивал зерновые и сахарную свеклу, разводил крупный рогатый скот, свиней, птицу.
В июле 1995 года Кабинет министров Украины утвердил решение о приватизации находившегося здесь птицесовхоза «Гусятинский».
Население по переписи 2001 года составляло 1311 человек.
13 октября 2013 года митрополит Антоний УПЦ КП в сослужении священников Чемеровецкого и Ярмолинецкого благочиний совершил освящение храма в честь Пантелеймона в селе Гусятине.

## Местная власть
31614, Хмельницкая обл., Каменец-Подольский р-н, пгт Закупное, ул. Центральная, 9 

## Достопримечательности
Из архитектурных памятников в селе сохранились Онуфриевская церковь, замок-крепость, ратуша XVII века.